# DeSoto Series SC-SD
DeSoto Series SC-SD – samochód osobowy klasy średniej produkowany pod amerykańską marką DeSoto  w latach 1933–1934.

## Historia i opis modelu
Model SC pojawił się jako następca modelu SA w roku 1932. Ramę podwozia wydłużono do 112 cali, silnik SC to jednostka SA, rozwiercona do 211,5 cala, dająca moc 75 KM. Stylistycznie model SC wybijał się na tle Korporacji Chryslera, posiadając opływową, beczułkowato wygiętą osłonę chłodnicy, kojarzoną z formą stosowaną w wyścigowych samochodach Harry’ego Millera. Oferowano go jak zwykle w szerokiej gamie nadwozi: sedanów, roadsterów, coupe, phaetonów i kabrioletów.

### 1932
8 grudnia 1932 zaprezentowano dodatkowo model SD, jako ofertę na rok 1933. Były one dwa cale dłuższe od SC, a ich stylistyka bardziej opływowa. Osłona chłodnicy, zaokrąglona w stylu sportowych samochodów Henry’ego Millera, była tu nieco bardziej załamana niż w SA, jej obudowę lakierowano pod kolor nadwozia. Poszerzone były też błotniki, dotykając nieomal zderzaka przedniego.

### 1933
W roku 1933 oferowano tylko pięć wersji nadwoziowych, phaeton oraz roadstery zarzucono, przywrócono jednak business coupe. Do napędu służyła teraz zeszłoroczna jednostka Dodge'a o pojemności 217,8 cala i mocy 82 KM. Obniżono ceny z powodu Wielkiego Kryzysu - widełki cenowe obejmowały wartości 665-875$. Produkcja jednak nadal spadała - o 1760 szt. tego roku.  Tego roku DeSoto przyjęło mimo wszystko w hierarchii marek Korporacji Chryslera pozycję ponad Dodge’em, którą utrzymywać będzie do końca swojego istnienia w 1961 r.
Tego samego roku kierowca wyścigowy Harry Hartz poprowadził DeSoto tyłem poprzez całe Stany Zjednoczone. W praktyce był to specjalnie przygotowany samochód, w którym obrócono deskę rozdzielczą, tak iż kierowca patrzył przez tylną szybę, a tryby skrzyni biegów przestawiono tak, iż dawały trzy przełożenia wstecz. Wkrótce testy w tunelach aerodynamicznych wykazały, że ówczesny samochód stawiał mniejszy opór powietrzu, jadąc tyłem do przodu. Wnioski te mogły doprowadzić do powstania modelu Airflow o bardzo radykalnej jak na swoje czasy, sylwetce opływowej.

### Warianty
Będąc jedynym sześciocylindrowym modelem DeSoto, SC otrzymał powiększenie gamy dostępnych wersji poprzez wprowadzenie dwóch wariantów wykończenia : Standard i Custom. Droższe Custom wyposażane były standardowo w dwa światła tylne, dwie wycieraczki, szyby hartowane, zapalniczkę, siedzenia z możliwością regulacji i błotniki malowane pod kolor nadwozia (w wersji Standard czarne).